# Solidaritat Catalana
Pour les articles homonymes, voir Solidaritat Catalana (homonymie).
Solidaritat Catalana (nom catalan, sous lequel elle est le plus connue ; Solidaridad Catalana en espagnol ; Solidarité Catalane en français) fut un mouvement unitaire des groupes et partis politiques de Catalogne espagnole qui apparut en réaction à la promulgation par le gouvernement espagnol de la Ley de Jurisdicciones. Elle constitue la plus grande force politique jamais constituée jusqu'alors dans la région.
Cette coalition, active entre 1906 et 1912, était formée des catalanistes de la Lliga Regionalista et de l’Unió Catalanista, des carlistes, des républicains nationalistes et des républicains fédéraux. Des partis présents en Catalogne, seuls les partis dits dynastiques (Parti libéral et Parti conservateur) et le Parti républicain radical d'Alejandro Lerroux ne l'intégrèrent pas. Elle connut un succès variable et trouva sa plus grande réussite dans les élections de 1907 au cours desquelles elle obtint 41 des 44 sièges attribués à la Catalogne. Elle disparut à la suite de la Semaine tragique de 1909 en raison de la trop grande diversité d'intérêts de ses membres.
Dans un manifeste publié le 22 mars 1906, même jour que celui du vote de la Ley de Jurisdicciones, elle appelait au boycott des réceptions des députés venus de Madrid lors de leurs visites à Barcelone, cherchant à manifester ainsi l'opposition populaire à cette loi.